# Cixius pyrenaica
Cixius pyrenaica är en insektsart som beskrevs av Franz Xaver Fieber 1876. Cixius pyrenaica ingår i släktet Cixius och familjen kilstritar.
Artens utbredningsområde är Frankrike. Inga underarter finns listade i Catalogue of Life.